# Billy Boyd
William "Billy" Boyd (Glasgow, Escòcia, 28 d'agost de 1968) és un actor i músic escocès ben conegut pel seu personatge de Peregrin "Pippin" Took en la pel·lícula El Senyor dels Anells els personatges de Barret Bonden a Master and Commander: The Far Side of the World (2003), i de Glen a Seed of Chucky (2004).

## Biografia
Boyd va néixer a Glasgow, els seus pares eren William i Mary Boyd, els quals moriren quan Boyd era menor d'edat. Ell va ser criat junt amb la seva germana per la seva àvia. El 1984, va debutar en una companyia musical local en la producció de Hans Andersen. Es va graduar a la Royal Scottish Academy of Music and Drama, on obtingué un diploma en Art Dramàtic.
La carrera de Boyd com a actor de cinema s'inicià amb Taggart (1996), The Soldier's Leap (1998), i Urban Ghost Story (1998). El seu paper més notable va ser el de Peregrin "Pippin" Took a la trilogia The Lord of the Rings des de 2001 a 2003. Boyd va escriure la melodia i va cantar per a la cançó "The Edge of Night" També va fer la cançó "The Last Goodbye" que sona durant els crèdits finals de la pel·lícula.
El 2004, actuà com Glen, el fill de Chucky (Brad Dourif) i Tiffany a Seed of Chucky. També va fer una aparició cameo a la comèdia escocesa Still Game
També ha actuat al teatre en diverses obres incloent: San Diego i The Ballad of Crazy Paola.

### Músic
Boyd té un grup musical anomenat Beecake. Altres membres del grup són Paul Burke, Billy Johnston, i Rick Martin.
Boyd va aparéixer com artista invitat en l'àlbum de 2003 de Viggo Mortensen Pandemoniumfromamerica, on tocava el baix i la bateria.

## Vida personal
Boyd és un àvid surfista i va practicar el surf a Nova Zelanda durant el rodatge de The Lord of the Rings. També practica la vela. Va encapçalar la llista dels 100 Homes Més Elegibles d'Escòcia del 2002.
Està casat amb Alison McKinnon i tenen un fill anomenat Jack William Boyd, nascut el 26 d'abril de 2006. En el seu casament fet a Oran Mor, Glasgow's el 29 de desembre de 2010 hi van assistir Elijah Wood i Dominic Monaghan.
Boyd té un tatuatge amb la paraula "nine" escrita en grafia Tengwar, una referència a la seva participació a The Lord of the Rings Els altres actors de la "The Fellowship" (Elijah Wood, Sean Astin, Sean Bean, Ian McKellen, Dominic Monaghan, Viggo Mortensen i Orlando Bloom) porten el mateix tatuatge exceptuant a John Rhys-Davies.
Boyd és un dels patrocinadors del Scottish Youth Theatre i del National Boys' Choir of Scotland.

## Filmografia

### Pel·lícules
| Any  | Títol                                                                                              | Paper                  | Notes                                                                                                |
| ---- | -------------------------------------------------------------------------------------------------- | ---------------------- | --- |
| 1998 | The Soldier's Leap                                                                                 | Carter                 | Curtmetratge                                                                                         |
| 1998 | Urban Ghost Story                                                                                  | Loan Shark             | |
| 1999 | Julie and the Cadillacs                                                                            | Jimmy Campbell         | |
| 2001 | El Senyor dels Anells: La Germandat de l'Anell (The Lord of the Rings: The Fellowship of the Ring) | Peregrin "Pippin" Took | |
| 2002 | El Senyor dels Anells: Les dues torres (The Lord of the Rings: The Two Towers)                     | Peregrin "Pippin" Took | |
| 2003 | Master and Commander: The Far Side of the World                                                    | Barret Bonden          | |
| 2003 | El Senyor dels Anells: El retorn del rei (The Lord of the Rings: The Return of the King)           | Peregrin "Pippin" Took | |
| 2004 | Seed of Chucky                                                                                     | Glen/Glenda Ray        | Veu                                                                                                  |
| 2005 | On a Clear Day                                                                                     | Danny                  | |
| 2005 | Stories of Lost Souls                                                                              | The Gunner             | Segment: "Sniper 470"                                                                                |
| 2005 | Midsummer Dream                                                                                    | Puck                   | Veu                                                                                                  |
| 2006 | The Flying Scotsman                                                                                | Malky                  | |
| 2007 | Save Angel Hope                                                                                    | Vince Sandhurst        | Telefilm                                                                                             |
| 2008 | Stone of Destiny                                                                                   | Bill Craig             | |
| 2009 | Jusqu'à toi                                                                                        | Rufus                  | |
| 2010 | Pimp                                                                                               | Chief                  | |
| 2010 | Glenn, the Flying Robot                                                                            | Jack                   | |
| 2011 | Irvine Welsh's Ecstasy                                                                             | Woodsy                 | |
| 2012 | The Forger                                                                                         | Bernie                 | |
| 2012 | Dorothy and the Witches of Oz                                                                      | Nick Chopper           | |
| 2012 | Space Milkshake                                                                                    | Anton                  | |
| 2014 | The Alpha Invention                                                                                | Guy                    | Curtmetratge                                                                                         |
| 2014 | The Hobbit: The Battle of the Five Armies                                                          |                        | Va co-escriure i interpretar la cançó "The Last Goodbye" que apareix en els crèdits de la pel·lícula |
| 2014 | AmStarDam                                                                                          | Gordon                 | |
| 2015 | Mara und der Feuerbringer                                                                          | Turista                | |

### Televisió
| Any  | Títol          | Paper         | Notes                       |
| ---- | -------------- | ------------- | --------------------------- |
| 1996 | Taggart        | Jamie Holmes  | Episodi: "Dead Man's Chest" |
| 1999 | Coming Soon    | Ross          | Minisèrie                   |
| 2002 | Still Game     | Bearded Man   | Episodi: "Faimly"           |
| 2004 | Instant Credit | Frankie       | Curtmetratge                |
| 2008 | Empty          | Tony          | 6 episodis                  |
| 2011 | Moby Dick      | Elijah        | Minisèrie, 2 episodis       |
| 2012 | Casualty       | Duncan Jessup | Episodi: "Hero Syndrome"    |

### Videojocs
| Any  | Títol                                                                             | Paper                  | Notes |
| ---- | --------------------------------------------------------------------------------- | ---------------------- | ----- |
| 2003 | The Lord of the Rings: The Return of the King                                     | Peregrin "Pippin" Took | Veu   |
| 2004 | The Lord of the Rings: The Battle for Middle-earth                                | Peregrin "Pippin" Took | Veu   |
| 2006 | The Lord of the Rings: The Battle for Middle-earth II: The Rise of the Witch-king | Peregrin "Pippin" Took | Veu   |
| 2013 | Lego The Lord of the Rings                                                        | Peregrin "Pippin" Took | Veu   |